# Solapur (distrikt)

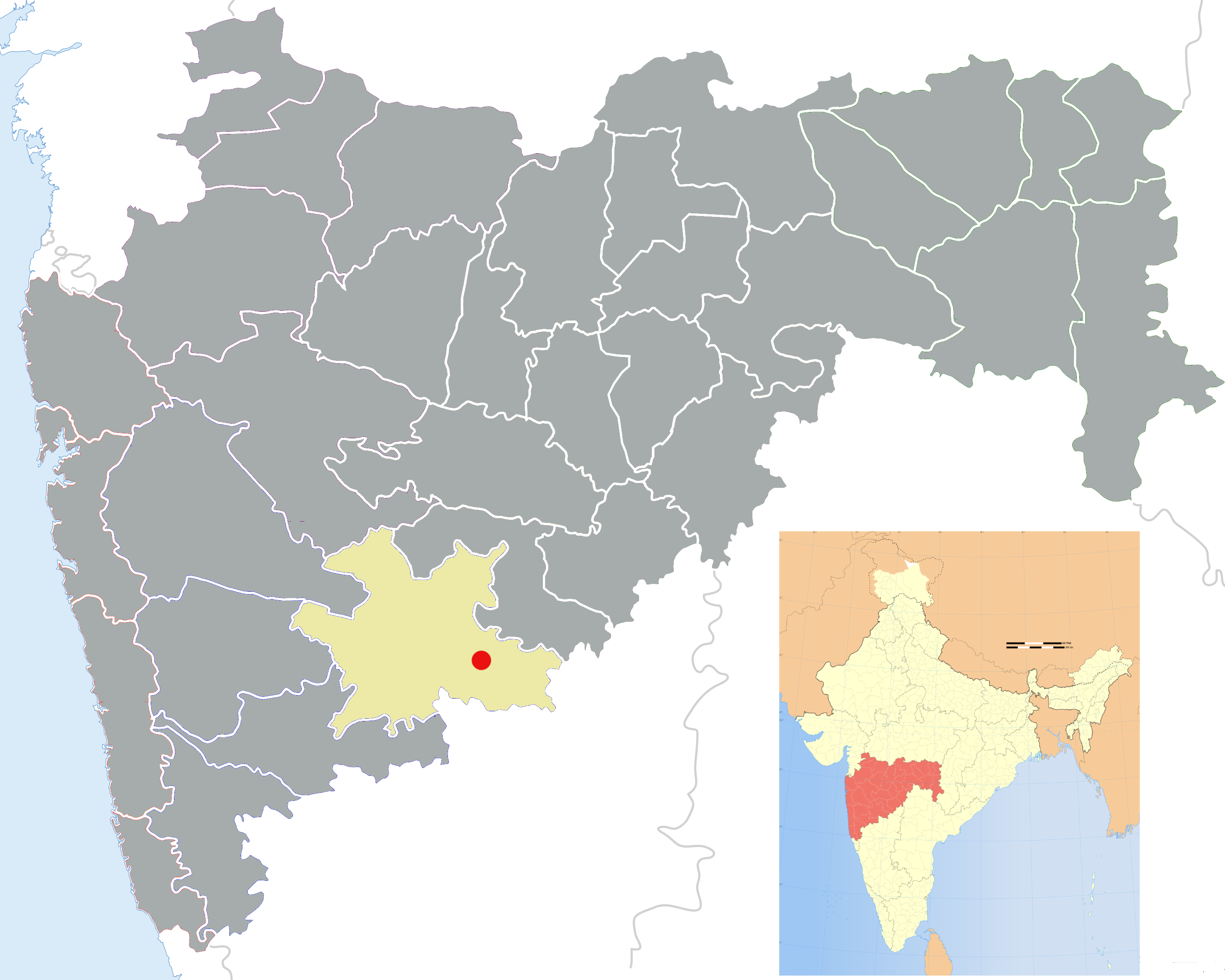
Distriktets läge i Maharashtra.

Solapur (eller Sholapur) är ett distrikt i delstaten Maharashtra i västra Indien. Befolkningen uppgick till 3 849 543 invånare vid folkräkningen 2001, på en yta av 14 895 kvadratkilometer. Den administrativa huvudorten är Solapur. 

## Administrativ indelning
Distriktets är indelat i elva tehsil (en kommunliknande enhet):
- Akkalkot
- Barshi
- Karmala
- Madha
- Malshiras
- Mangalvedhe
- Mohol
- Pandharpur
- Sangole
- Solapur North
- Solapur South

## Städer
Distriktets städer är Solapur, distriktets huvudort, samt:
- Akkalkot, Barshi, Dudhani, Karmala, Kurduvadi, Maindargi, Mangalvedhe, Pandharpur och Sangole